# Kíyevskoye (Krasnodar)
Kíyevskoye en ruso: Ки́евское) es un selo del raión de Krymsk del krai de Krasnodar, en Rusia. Está situado a orillas del río Kudako, afluente por la izquierda del río Adagum, tributario del Kubán, 15 km al noroeste de Krymsk y 90 km al oeste de Krasnodar. Tenía 5 543 habitantes en 2010
Es cabeza del municipio Kíevskoye, al que pertenecen Plavnenski, Gvardéiskoye, Sadovi, Oljovski, Urma, Teteriatnik, Kalinovka Pérvaya, Kalínovka Vtóraya, Borísovski, Léninski, Karla Marksa, Udarnoye, Nekrásovski, Trudovói, Novi, Nikitinski, Lvovski y Ekonomicheskoye.

## Historia
Fue fundado en 1804 por colonos campesinos de la gubernia de Kiev. En la localidad se halla la babushka vyshka ("torre abuela"), la primera torre de extracción de petróleo de Rusia, erigida en 1864 por Ardalion Novosiltsev, en el valle del río Kudako, convertida en monumento. Hasta 1920 pertenecía al otdel de Temriuk del óblast de Kubán.

## Demografía
| 2002  | 2010  |
| ----- | ----- |
| 4 667 | 5 543 |

### Composición étnica
De los 4 667 habitantes que había en 2002, el 84.4 % era de etnia rusa, el 4.3 % era de etnia turca, el 3.3 % era de etnia ucraniana, el 1.8 % era de etnia armenia, el 1 % era de etnia bielorrusa, el 0.9 % era de etnia tártara, el 0.9 % era de etnia alemana, el 0.7 % era de etnia azerí, el 0.6 % era de etnia alemana, el 0.1 % era de etnia adigué y el 0.1 % era de etnia georgiana

## Transporte
Cuenta con una plataforma ferroviaria (Kievski) entre Krymsk y el estrecho de Kerch.

## Personalidades
- Vladímir Aléksenko (1923-1995), teniente general soviético, Héroe de la Unión Soviética.